# 達克克里克鎮區 (印地安納州麥迪遜縣)
達克克里克鎮區（英語：Duck Creek Township）是位於美國印地安納州麥迪遜縣的一個行政鎮區。

## 地方資料
根據2010年美國人口普查的數據，達克克里克鎮區的面積為62.10平方千米，當中陸地面積為62.10平方千米，而水域面積為0.00平方千米。當地共有人口661人，而人口密度為每平方千米10.64人。